# Годич
Годич (словен. Godič) — поселення в общині Камник, Осреднєсловенський регіон, Словенія. Висота над рівнем моря: 655 м.